# آقای اوه وارد می‌شود
آقای اوه وارد می‌شود (به کره‌ای: 오자룡이 간다؛ انگلیسی: Here Comes Mr. Oh‏) یک مجموعه تلویزیونی محصول کره جنوبی سال ۲۰۱۲ با بازی لی جانگ وو، اوه یون سو، جین ته هیون و سو هیون جین است. این مجموعه از ۱۹ نوامبر ۲۰۱۲ تا ۱۷ مه ۲۰۱۳، روزهای دوشنبه تا جمعه ساعت ۱۹:۵۰ (کی‌اس‌تی) از ام‌بی‌سی پخش شد.

## بازیگران

### اصلی
- لی جانگ وو در نقش اوه جا ریونگ
- اوه یون سو در نقش نا گونگ جو
- جین ته هیون در نقش جین یونگ سوک
- سو هیون جین در نقش نا جین جو

### مکمل

#### خانواده نا
- چانگ می هی در نقش جانگ بک رو
- دوک‌گو یونگ جه در نقش نا سانگ هو

#### خانواده اوه
- کیم هه اوک در نقش گو سونگ شبل
- کیم یونگ اوک در نقش چون گوم سون
- هان جین هی در نقش اوه مان سو
- ریو دام در نقش اوه جه ریونگ

#### خانواده لی
- لی هی هیانگ در نقش لی کی جا
- جو می ریونگ در نقش لی کی یونگ

### سایر بازیگران
- جونگ چان در نقش کانگ این گوک
- یو هو رین در نقش کیم ما ری
- کیم مین سو در نقش جانگ مین وو
- جانگ جون یو در نقش سه را
- کیم چول وو در نقش سو یون
- جونگ دا هه در نقش می ریم
- لی ره در نقش بیول، دختر این گوک
- پارک هیون سوک
- پارک سون هی
- کیل یونگ وو در نقش وانگ چول سو
- چوی مین در نقش کانگ سونگ شیک
- کیم جونگ دو در نقش کوانگ سو
- چوی هیون سو در نقش یو می
- لی جین سِم
- یو سو این